# Museo archeologico di Patrasso
Il Museo archeologico di Patrasso  è un museo situato nella periferia di Patrasso, in Grecia.

## Il museo
Inaugurato il 24 luglio 2009, con 8000 m² è il secondo museo più grande della Grecia, dopo il museo dell'Acropoli di Atene. Esso ripercorre la storia della regione e della città dalla preistoria fino alla fine dell'era romana.
Oltre alle tre grandi sale espositive, il museo offre una grande sala con una boutique, una sala multimediale che offre un tour virtuale, una sala conferenze e una sala computer per attività educative sotto una cupola in titanio, chiamata « tholos ».
La sua costruzione, affidata all'architetto Theofanis Bobotis, è costata 21,5 milioni di Euro. Il museo ha accolto 16000 visitatori durante il suo primo mese di apertura.

## Collezione

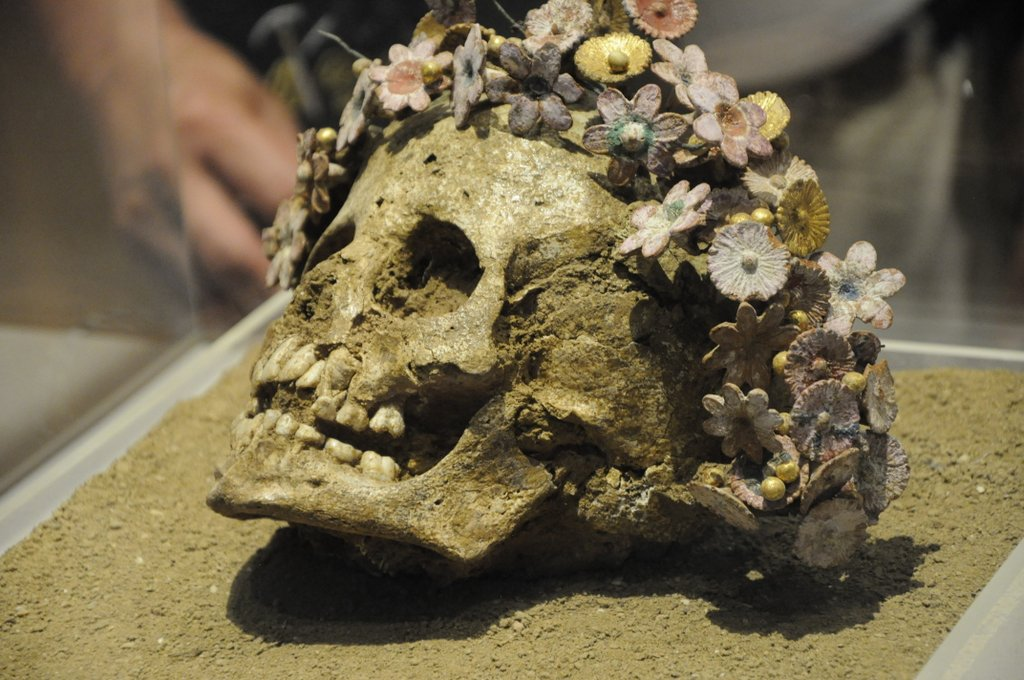
Teschio in esposizione

La collezione è organizzata in tre grandi sale tematiche e non archeologiche: vita privata, vita pubblica e cimitero. Si tratta anche di evidenziare meglio gli oggetti e le opere d'arte molto abbondanti del II e III secolo d.C. quando Patrasso divenne un importante porto dell'Impero Romano.
L'enorme galleria dedicata alla vita privata offre i soliti oggetti attesi in un museo (vasellame, strumenti, gioielli, articoli da toeletta, ecc.). Soprattutto, due case sono (parzialmente) ricostruite: una villa rustica e una villa urbana (casa di campagna e casa a schiera) organizzati in circa quattordici pavimenti a mosaico per un totale di 300 m2 mentre le proiezioni spiegano le attività agricole delle ville romane, gli scavi di cui erano oggetto e la loro ricostituzione. Alcuni dei mosaici sono presentati come dipinti sul muro. Possiamo vedere creature marine, pescatori, cacciatori, teste di Gorgone, divinità fluviali, Pan che producono vino e un'Afrodite nuda in origine che un intervento nell'era cristiana ha reso più "decente".
La galleria dedicata ai cimiteri offre anche delle ricostruzioni: una camera funeraria micenea scavata nella roccia; un pithos geometrico; una tomba classica ricoperta di tegole; una tomba romana a cista e un'esedra romana con arredi funebri. Corone funebri sono state ricostruite sui teschi per spiegare meglio i rituali.